# Ramón Ramírez (beisbolista venezolano)
Ramón A. Ramírez (16 de septiembre de 1982, Cagua, Venezuela) es un lanzador venezolano que juega para los Rieleros de Aguascalientes de la LMB, antes jugó para los Rojos de Cincinnati de la MLB, y para los Caribes de Anzoátegui de la LVBP. Fue firmado por los Rojos en 2004 e hizo su debut en las Grandes Ligas el 30 de agosto de 2008.
El derecho Ramón Ramírez ahora vestirá el uniforme de los Tiburones de La Guaira, tras llegar en un cambio con Caribes de Anzoátegui, que involucró a los lanzadores Kendy Batista y Johan Puello. Ramírez, con ocho temporadas de experiencia en la LVBP, marcha con efectividad de 5.79 en 4.2 entradas, repartidas en cinco relevos, Luego en el año 2016 fue llamado por el chiriqui de panama para ser refuerzo y actualmente se mantiene lanzando para este equipo.